# هنري إستين (طباع)
هنري إستين (بالفرنسية: Henri Estienne)‏ هو طباع فرنسي، ولد في 1460 في باريس في فرنسا، وتوفي بنفس المكان في 1520.